# Андреј Бунушевац
Андреј Бунушевац (Београд, 1974) је српски сликар.

## Биографија
Рођен је 1974. године у Београду. Магистрирао је сликарство на Факултету ликовних уметности Универзитета уметности у Београду 2013, завршио је две године студија вајарства на истом факултету 1996. и иконопис на Високој школи Српске православне цркве за уметности и консервацију Београд 2006. Члан је Удружења ликовних уметника Србије од 2012. године. Радио је са сликама, дигиталним отисцима и ситотиском 2017—2018. са Уметничком задругом Матријаршија и излагао је и продавао графику једном месечно на Фијук сајму. Излагао је у галерији „Ремонт” 2018. и на ликовном фестивалу „Ново Доба IX – Јача ватра”. Радио је илустрације и ауторизовање текстова за часописе као што су „Каталог Деветог фестивала стрипа несврстаних Ново Доба IX – Јача ватра” и Часопис за теоријске праксе „Ствар”. Учествовао је на двадесет и осам колективних изложби.